# Terroristische Vereinigung
Eine terroristische Vereinigung (deutscher Rechtsbegriff seit 1976), im allgemeinen Sprachgebrauch auch als Terrororganisation bezeichnet, ist eine Organisation mehrerer gleichgesinnter Personen (Terroristen), die durch Terroranschläge Angst und Schrecken unter der Zivilbevölkerung eines Landes verbreiten wollen und auf diese Weise versuchen, ihre politischen Ziele durchzusetzen.
Die Bildung terroristischer Vereinigungen ist in Deutschland und vielen anderen Staaten strafbar.

## Definition
Der Begriff „Terror“ wie der an ihn angelehnte Begriff „Terrororganisation“ sind umstritten und es konnte trotz mehrerer Versuche bisher keine Staaten-übergreifende Definition gefunden werden. Richard Reeve Baxter, ehemaliger Richter am Internationalen Gerichtshof, äußerte sich wie folgt:

We have cause to regret that a legal concept of terrorism was ever inflicted upon us. The term is imprecise; it is ambiguous; and, above all, it serves no operative legal purpose.

„Wir haben Grund zum Bedauern, dass uns ein juristischer Begriff des Terrorismus jemals auferlegt wurde. Der Begriff ist unpräzise; er ist mehrdeutig; und vor allem dient er keinem entscheidenden juristischen Zweck.“

So existiert für nahezu jeden Staat eine andere Definition von Terror, in den USA gelten darüber hinaus verschiedene Definitionen der einzelnen Behörden. Im Jahre 1988 existierten bereits 109 verschiedene Definitionen von dem Wort „Terror“ und diese Anzahl dürfte speziell nach dem 11. September 2001 weiter gestiegen sein. So verwendet etwa das Department of Energy, das für die Sicherheit von Atomkraftwerken zuständig ist, eigene Begrifflichkeiten, und ebenso die Luftfahrtbehörde FAA.
Eine statistische Analyse aufgrund der Bezeichnungen, die in den USA, der EU und dem Vereinigten Königreich gelten, zeigt, dass die Faktoren
- islamistische Orientierung
- Durchführung von Selbstmordattentaten
- und Anschläge auf die Luftfahrt (jedoch erst nach den Anschlägen vom 11. September)

zur Einstufung als Terrororganisation führen. Gewaltsame Akte gegen die eigenen Bürger wie auch die geopolitische Rolle der jeweiligen Organisation spielen eine vergleichsweise geringe Rolle.

## Straftaten
Zu den Straftaten können Verbrechen wie Mord, Totschlag, Geiselnahme, erpresserischer Menschenraub oder sogar Völkermord zählen. Ferner können auch strafbedrohte gemeingefährliche Aktivitäten wie Brandstiftung, gefährliche Eingriffe in den Eisenbahn-, Schiffs- oder Luftverkehr, Piratentum zu Wasser oder in der Luft, Massenvergiftung, Herbeiführen lebensgefährlicher Überschwemmungen, Sprengstoffverbrechen oder Strahlungsstraftaten oder die Störung öffentlicher Betriebe Gegenstand der gemeinschaftlich oder von einem Anführer oder einem Führungskader geplanten Terrormaßnahmen sein. Größere Terrororganisationen können auch armeeartig organisiert sein und Kriegswaffen einsetzen.

## Motive und Ziele
Die Motive terroristischer Vereinigungen können einen politischen, religiösen oder sozialen Hintergrund haben. Terroristische Aktionen zielen darauf ab, eine schwere oder lang andauernde Störung des öffentlichen Lebens oder dramatische Schädigungen im Wirtschaftsleben zu bewirken. Sie werden mit dem Vorsatz begangen, entweder die Bevölkerung durch bedeutsame Schrecken einzuschüchtern und/oder Staaten, staatliche Stellen oder auch internationale Organisationen (beispielsweise die Vereinten Nationen oder die Europäische Union) zu einer Handlung, Duldung oder Unterlassung zu nötigen oder die politischen, verfassungsrechtlichen, wirtschaftlichen oder sozialen Grundstrukturen eines Staates oder internationaler Organisationen nachhaltig zu erschüttern oder zu zerstören.

## Recht und Beobachtung

### Deutschland

#### Definition und Unterschied zur kriminellen Vereinigung
Terrorismus ist nach der Definition der Verfassungsschutzbehörden der nachhaltig geführte Kampf für politische Ziele, die mit Hilfe von Anschlägen auf Leib, Leben und Eigentum anderer Menschen durchgesetzt werden sollen, insbesondere durch schwere Straftaten, wie sie in § 129a Absatz 1 Strafgesetzbuch genannt sind, oder durch andere Straftaten, die zur Vorbereitung solcher Straftaten dienen.
Von der kriminellen Vereinigung unterscheidet sich die terroristische Vereinigung nicht nur in der Schwere der Straftaten und damit verbunden im Strafmaß (siehe Bildung terroristischer Vereinigungen gem. § 129a StGB), sondern auch, indem sie zusätzlich ideologische Ziele verfolgt.

#### Beobachtung und Verfolgung
Das Bundesamt für Verfassungsschutz versucht, über extremistische Gruppen bzw. Vereinigungen, die im Untergrund operieren, Informationen zu erlangen. Mehrere Staaten sowie internationale Organisationen wie die EU oder die UN führen und veröffentlichen zudem Listen über terroristische Organisationen. Diese Verzeichnisse geben den nationalen Strafverfolgungsbehörden Anhaltspunkte zur Einleitung von (ggf. vorbeugenden) Maßnahmen. Vom deutschen Bundesamt für Verfassungsschutz im Verfassungsschutzbericht 2005 als terroristische Vereinigung eingestuft sind folgende Gruppen:
- PKK – kurdisch-marxistische Terrororganisation[5]
- al-Qaida – Netzwerk islamistischer radikal-militanter Gruppen
- Ansar al-Islam (AAI, Helfer des Islam) – kurdische islamistische Gruppierung aus dem Nordirak
  - Dschaisch Ansar as-Sunna (AAS, Armee des Verteidiger der Überlieferung) – wurde als eine Art Dachorganisation der AAI im Jahre 2004 gegründet
- Revolutionäre Volksbefreiungspartei-Front (Devrimci Halk Kurtuluş Partisi/Cephesi) – militante marxistisch-leninistische Organisation in der Türkei
- „Freikorps Havelland“ – inzwischen aufgelöste, ausländerfeindliche Gruppe von Jugendlichen aus Brandenburg, Deutschland[6][7]
- Groupe Islamique Armé (GIA, Bewaffnete Islamische Gruppe) – radikale islamistische Gruppe in Algerien
  - inklusive der Splittergruppe Groupe Salafiste pour la Prédication et le Combat (GSPC, Salafisten-Gruppe für Predigt und Kampf)
- Kameradschaft Süd – neonazistische Gruppierung in Bayern, Deutschland

### Österreich
In Österreich ist eine „Terroristische Vereinigung“ in § 278b Abs. 3 StGB definiert:

„(3) Eine terroristische Vereinigung ist ein auf längere Zeit angelegter Zusammenschluss von mehr als zwei Personen, der darauf ausgerichtet ist, dass von einem oder mehreren Mitgliedern dieser Vereinigung eine oder mehrere terroristische Straftaten (§ 278c) ausgeführt werden oder Terrorismusfinanzierung (§ 278d) betrieben wird.“

Strafandrohung ist für Mitglieder Freiheitsstrafe von einem bis zu zehn Jahren (§ 278b Abs. 2 i. V. m. § 278 Abs. 3 StGB), für Anführer von fünf bis zu fünfzehn Jahren (§ 278b Abs. 1).

#### Terroristische Straftaten und Terrorismusfinanzierung
In Österreich regelt § 278c StGB die terroristischen Straftaten. Das für die Einzeltaten geregelte Strafmaß erhöht sich um die Hälfte, jedoch auf höchstens zwanzig Jahre. § 278d StGB sieht auch Strafen für die Terrorismusfinanzierung vor. Eine Tat gilt in Österreich nicht als terroristische Straftat, wenn sie auf die Herstellung oder Wiederherstellung demokratischer und rechtsstaatlicher Verhältnisse oder die Ausübung oder Wahrung von Menschenrechten gerichtet ist (§ 278c Abs 3 StGB).

### Liste des EU-Ministerrates
Bei der Liste von Personen, Vereinigungen und Organisationen festgelegt, die an Terrorhandlungen beteiligt waren und restriktiven Maßnahmen unterliegen sollen auch kurz EU-Terroristenliste handelt es sich nach Ansicht des EU-Ministerrates um eine restriktive Maßnahme zur Terrorismusbekämpfung, die sich gegen bestimmte Personen und Organisationen richtet. Von einigen der genannten Gruppen gingen Klagen gegen ihre Einstufung beim Europäischen Gerichtshof ein. Das European Center for Constitutional and Human Rights (ECCHR) kritisiert, dass aufgrund von unbestimmten Vermutungen und unter gravierender Verletzung von elementaren rechtsstaatlichen Grundsätzen einschneidende und stigmatisierende Maßnahmen gegen Einzelne verhängt würden, bevor überhaupt strafrechtlich relevantes Verhalten vorliege.
In dieser etwa halbjährlich aktualisierten Liste fanden sich in der Fassung vom 19. Juli 2021 neben 14 Einzelpersonen folgende 21 Organisationen:
1. Abu-Nidal-Organisation (ANO, auch Fatah-Revolutionsrat, Arabische Revolutionäre Brigaden, Schwarzer September oder Revolutionäre Organisation der Sozialistischen Moslems) – militante Abspaltung der PLO
2. al-Aqsa-Märtyrerbrigaden – der Fatah nahestehende palästinensische Organisation
3. al-Aqsa
4. Babbar Khalsa – militante sikhistische Organisation indischen Ursprungs
5. Kommunistische Partei der Philippinen inklusive der New People’s Army – Philippinische kommunistische Partei inklusive ihrer Guerillaorganisation
6. Direktion für innere Sicherheit des iranischen Ministeriums für Nachrichtenwesen und Sicherheit
7. Gamaa Islamija (Islamische Gruppe, IG) – militante ägyptische islamistische Bewegung
8. İslami Büyük Doğu Akıncılar Cephesi (Front islamique des combattants du Grand Orient, IBDA-C) – türkische militant-islamische Organisation
9. Hamas (inklusive Hamas-Izz und Izz ad-Din al-Qassam-Brigaden)
10. Hizballah Military Wing – der militärische Flügel der Hisbollah im Libanon
11. Hisbollah-Mudschaheddin (HM) – pakistanisch-militante Gruppe in Kaschmir
12. Khalistan Zindabad Force (KZF), militante sikhistische Organisation in Indien
13. Arbeiterpartei Kurdistans (PKK, alias „KADEK“, alias „KONGRA-GEL“) – kurdische, sozialistisch ausgerichtete militante Untergrundorganisation
14. Liberation Tigers of Tamil Eelam (LTTE) – militärische Organisation in Sri Lanka
15. Ejército de Liberación Nacional (Nationale Befreiungsarmee, ELN) – kolumbianische, marxistisch orientierte Guerillabewegung
16. Islamischer Dschihad (Palestinian Islamic Jihad, PIJ) – militante palästinensische Gruppe
17. Volksfront zur Befreiung Palästinas (PFLP) – marxistisch-leninistische, militante palästinensische Organisation
18. Volksfront zur Befreiung Palästinas – Generalkommando (PFLP-GC) – Abspaltung der Volksfront zur Befreiung Palästinas
19. Devrimci Halk Kurtuluş Partisi/Cephesi (DHKP-C, Revolutionäre Volksbefreiungspartei-Front) – militante marxistisch-leninistische Organisation in der Türkei
20. Sendero Luminoso (SL, Leuchtender Pfad) – marxistisch-leninistische und maoistische Partei und Organisation in Peru
21. Teyrêbazên Azadîya Kurdistan (TAK, Freiheitsfalken Kurdistans) – kurdische Stadtguerilla in der Türkei

### Schweiz
In der Schweiz sind mit Ausnahme der al-Qaida und dem Islamischen Staat keine weiteren Organisationen als solche verboten und somit ist sie eines der wenigen Länder, das diplomatische Kontakte mit Organisationen wie der Hamas pflegt. Der Bundesrat hat die al-Qaida im November 2001 beruhend auf Art. 184 und Art. 185 der Bundesverfassung der Schweizerischen Eidgenossenschaft verboten. Der Islamische Staat wurde 2014 der Liste der verbotenen terroristischen Vereinigungen hinzugefügt. Nach dem Terrorangriff der Hamas auf Israel 2023 soll nun auch die Hamas verboten werden. In den 90er-Jahren wurde eine Welle politischer Vorstösse abgelehnt, die ein Verbot von Organisationen wie den Tamil Tigers oder der PKK forderte.

### Litauen
Seit dem 14. März 2023 stuft Litauen die russische Söldnerorganisation Gruppe Wagner als terroristische Vereinigung ein.

### Liste des US-Außenministeriums
Auf der Liste Foreign Terrorist Organization stehen:
Seit 1997:
- Arbeiterpartei Kurdistans
- Abu-Nidal-Organisation
- Abu Sajaf
- Ōmu Shinrikyō
- Euskadi Ta Askatasuna
- al-Dschamāʿa al-islāmiyya
- Hamas
- Harkat-ul-Mujahideen
- Hisbollah
- Kach und Kahane Chai
- Liberation Tigers of Tamil Eelam
- Ejército de Liberación Nacional
- Palästinensische Befreiungsfront
- Islamischer Dschihad in Palästina
- Volksfront zur Befreiung Palästinas
- Volksfront zur Befreiung Palästinas – Generalkommando
- Revolutionäre Volksbefreiungspartei-Front
- Sendero Luminoso

Seit 1999:
- al-Qaida

Seit 2000:
- Islamische Bewegung Usbekistan

Seit 2001:
- Real Irish Republican Army
- Jaish-e Mohammed
- Laschkar e-Taiba

Seit 2002:
- al-Aqsa-Märtyrerbrigaden
- Asbat al-Ansar
- al-Qaida im Maghreb
- Partido Komunista ng Pilipinas/Nuevo Ejército del Pueblo
- Jemaah Islamiyah

Seit 2003:
- Laschkar e-Jhangvi

Seit 2004:
- Ansar al-Islam
- Continuity Irish Republican Army
- Islamischer Staat (Organisation) vormals al-Qa'ida in Iraq

Seit 2005:
- Islamische Dschihad-Union, eine Splittergruppe der Islamischen Bewegung Usbekistans

Seit 2008:
- Jihad Islami
- al-Shabaab

Seit 2009:
- Epanastatikos Agonas
- Kata’ib Hisbollah

Seit 2010:
- al-Qaida auf der Arabischen Halbinsel
- Jihad Islami
- Tehrik-i-Taliban Pakistan
- Dschundollah

Seit 2011:
- Dschaisch al-Islam
- Indische Mujahideen

Seit 2012:
- Jemmah Anshorut Tauhid
- Abdullah-Azzam-Brigaden
- Haqqani-Netzwerk

Seit 2013:
- Ansar Dine
- Boko Haram
- Ansaru
- al-Mulathamun Battalion

Seit 2014:
- Ansar al-Scharia (Libyen)
- Ansar al-Scharia (Darnah)
- Ansar al-Scharia (Tunesien)
- Ansar Bait al-Maqdis
- al-Nusra-Front
- Mujahidin Shura Council in the Environs of Jerusalem

Seit 2015:
- Jaysh Rijal al-Tariq al Naqshabandi

Seit 2016:
- Islamischer Staat in Chorasan
- Islamischer Staat in Libyen
- al-Qaida auf dem indischen Subkontinent

Seit 2019:
- Iranische Revolutionsgarde[19]

Seit 2020:
- Asa’ib Ahl al-Haqq

Seit 2021:
- Harakat Sawa’d Misr
- Islamischer Staat in der Demokratischen Republik Kongo
- Islamischer Staat in Mosambik
- Segunda Marquetalia
- FARC-EP

### Nach Definition der UN
Die Vereinten Nationen haben bisher (Stand Juli 2006) keine allgemeine Liste von Terrororganisationen herausgegeben. Es wurde jedoch basierend auf Kapitel VII der UN-Charta die Resolution Nr. 1267 sowie eine Folgeresolution verabschiedet, die Mitgliedsstaaten verpflichtet, gegenüber Individuen oder Vereinigungen, die mit al-Qaida oder den Taliban in Verbindung stehen, Sanktionen durchzusetzen. Diese beinhalten das Verbot der Lieferung von Rüstungsgütern, ein Ein- und Durchreiseverbot sowie das Unterbinden von Finanzaktionen. Dafür hat die UN eine Liste der betroffenen Personen und Gruppen herausgegeben.
Es folgt eine unvollständige Aufzählung nur einiger bekannterer Gruppen dieser Liste:
- Abu Sajaf
- Islamische Armee Aden
- Gamaa Islamija
- al-Dschamaʿa al-Tauhid wal-Dschihad oder al-Qaida im Irak
- al-Qaida
- Ansar al-Islam
- al-Dschihad
- Global Relief Foundation
- Groupe Islamique Armé
- Jemaah Islamiyah
- Laschkar e-Dschhangvi
- Laschkar e-Taiba persisch-islamistische Gruppe in Kaschmir
- Libysche Islamische Kampfgruppe
- Marokkanische Islamische Kampfgruppe
- Salafisten-Gruppe für Predigt und Kampf oder al-Qaida im Maghreb

## Kritik an Anti-Terrorlisten
Dick Marty, der Berichterstatter der Parlamentarischen Versammlung des Europarates,
kritisierte, dass Youssef Nada in die Anti-Terrorliste eingetragen wurde. Nada wird von der CIA verdächtigt, zu den Finanzgebern der Anschläge vom 11. September 2001 zu gehören. Der Eintrag habe ihn geschäftlich ruiniert. Die von dem Betroffenen selbst geforderten vierjährigen Ermittlungen der Schweizer Justiz konnten keine Verdachtsmomente ergeben.